# For Love of Him (film 1913)
For Love of Him è un cortometraggio muto del 1913 diretto da Warwick Buckland.

## Trama
Un uomo cattura un ladro e scopre che questi è il fratello della moglie.

## Produzione
Il film fu prodotto dalla Hepworth.

## Distribuzione
Distribuito dalla Hepworth, il film - un cortometraggio di 427 metri - uscì nelle sale cinematografiche britanniche nel novembre 1913.
Si conoscono pochi dati del film che, prodotto dalla Hepworth, fu distrutto nel 1924 dallo stesso produttore, Cecil M. Hepworth. Fallito, in gravissime difficoltà finanziarie, il produttore pensò in questo modo di poter almeno recuperare il nitrato d'argento della pellicola.